# Josef Gabriel von Rheinberger-Preis
Der Josef Gabriel von Rheinberger-Preis ist ein Liechtensteiner Kulturpreis, der nach dem Liechtensteiner Komponisten Joseph Gabriel von Rheinberger benannt ist. Der Kulturpreis wird seit 1976 alle zwei Jahre an Personen oder Gruppen aus Liechtenstein verliehen, die kulturelle oder wissenschaftliche Leistungen vollbringen.

## Entstehungsgeschichte
Im Andenken an den Liechtensteiner Komponisten aus dem 19. Jahrhundert – Joseph Gabriel von Rheinberg – beschloss der Vaduzer Gemeinderat im Jahr 1976, Personen, Gruppen oder Institutionen für ihre kulturellen oder wissenschaftlichen Leistungen mit einem Preis zu würdigen. Die Preisverleihung soll alle zwei Jahre und wenn möglich am Todestag des Liechtensteiner Komponisten – am 25. November – des jeweiligen Jahres, verliehen werden. Erstmals wurde der Preis und Förderbetrag von 5'000 Schweizer Franken 1976 an den Kirchenchor Vaduz überreicht. Mit der Zeit wurde der Betrag von 5'000 auf 15'000 Schweizer Franken erhöht. Am 25. November 1991 ging der Josef Gabriel von Rheinberg-Preis erstmals an eine Frau: die Künstlerin Regina Marxer.

## Auswahlverfahren
Die Jury setzt sich aus sieben Personen zusammen, die alle vier Jahre vom Gemeinderat bestimmt werden. Diese Jury wird als Preisgericht bezeichnet und stimmt gemeinsam über die zu würdigende Person, Gruppe oder Institution ab. Bis zum 1. Oktober des Jahres der Verleihung schickt das Preisgericht mit schriftlicher Begründung den Namen des Preisträgers oder der Preisträgerin dem Bürgermeister zu. Dieser verkündet die Auswahl dem Gemeinderat und somit auch der Öffentlichkeit.

## Preisträger
- 1976: Kirchenchor Vaduz
- 1978: Orden der Mairisten-Brüder am Liechtensteinischen Gymnasium
- 1981: Walter Kaufmann, Fürstlicher Musikdirektor
- 1983: Harals Wanger
- 1985: Ewin Nutt
- 1988: Michael Donhauser
- 1989: Kurt Büchel
- 1991: Regina Marxer
- 1993: Robert Allgäuer, Fürstlicher Rat
- 1996: Horst Göbel
- 1997: Manfred Schlapp
- 1999: „Liechtensteiner Kabarett DAS LiGa“
- 2001: Josef Frommelt, Fürstlicher Musikdirektor
- 2003: Alois Büchel
- 2005: Jürg Hanselmann
- 2007: Evi Kliemand
- 2009: Club Saboteur[3]
- 2011: Hans-Jörg Rheinberger[4]
- 2013: Verein „schauBühne“ bzw. Präsidentin Doris Gstöhl-Brunhart und Choreografin Tamara Kaufmann[5]
- 2015: Liechtensteiner Künstler Hugo Marxer[6]
- 2017: Kunstverein Schichtwechsel[7]
- 2019: Josef Gabriel[8]
- 2021: Sarah Viktoria Frick[9]